# Ludwig Quidde
Ludwig Quidde (ur. 23 marca 1858 w Bremie, zm. 4 marca 1941 w Genewie) – niemiecki historyk, publicysta i pacyfista, laureat pokojowej Nagrody Nobla.

## Życiorys
Był synem zamożnego kupca. Po ukończeniu Altes Gymnasium w Bremie w 1876 r. studiował historię i filozofię na uniwersytetach w Strasburgu i Getyndze. Jego mentorem był mediewista Julius Weizsäcker, który skierował go do zespołu opracowującego dokumenty z czasów Świętego Cesarstwa Rzymskiego Narodu Niemieckiego.
Karierę naukową Quiddego przerwało w 1894 r. opublikowanie pamfletu jego autorstwa zatytułowanego Caligula – Eine Studie über römischen Cäsarenwahnsinn (Kaligula: Studium imperialnego szaleństwa), w którym pod pozorem eseju dotyczącego szaleństwa i zachowań Kaliguli umieścił satyrę na cesarza Wilhelma II.
20 stycznia 1896 po jednym z wystąpień został aresztowany za obrazę majestatu i skazany na trzy miesiące więzienia.
Rozpoczął działalność polityczną. W 1895 r. brał udział w reorganizacji ówczesnej Ludowej Partii Niemiec (Deutsche Volkspartei), którą chciał widzieć jako antypruską i antymilitarystyczną. W 1902 r. dostał się do Rady Miasta w Monachium, od 1907 do 1919 r. zasiadał w Landtagu Bawarii. Kilkakrotnie uczestniczył w światowych konferencjach pokojowych. W 1907 r. był organizatorem Światowego Kongresu Pokoju w Monachium. W latach 1914–1929 przewodniczył Niemieckiemu Stowarzyszeniu Obrońców Pokoju (Deutsche Friedensgesellschaft).
W 1924 roku po opublikowaniu artykułu krytykującego nielegalne ćwiczenia Czarnej Reichswehry (Schwarze Reichswehr) został aresztowany i uznany za winnego kolaboracji z wrogiem.
W 1927 r. otrzymał, wraz z Ferdinandem Buissonem, pokojową Nagrodę Nobla.
Po dojściu Hitlera do władzy w 1933 r. wyemigrował do Szwajcarii, gdzie pozostał do śmierci w 1941 r.